# XL Cola
XL Cola är ett varumärke för en tidigare läskedryck med colasmak.

## Historik
Coca-Colas introduktion av New Coke i april 1985 ledde till att vissa dryckestillverkare skapade nya recept för att försöka fånga upp de konsumenter som hade föredragit den gamla Coca-Cola-smaken. XL Cola är ett exempel på detta.
XL Cola lanserades av Falcon i juli 1985. Falcon gav TILL-bryggerierna tillstånd att tillverka och sälja läskedrycken år 1986.
År 2000 slogs Falcon ihop med Pripps och bildade Carlsberg Sverige. Pripps hade sedan tidigare licens för att tappa Pepsi Cola i Sverige och Pepsi blev även det sammanslagna bolagets coladryck.
Under 2019 gjorde XL Cola comeback och tillverkades då av Vasa Bryggeri i Sundsvall. 

## Varumärkesregistrering
Varumärksregistrering söktes av Falcon i juli 1985 och erhölls i september 1986. Uttrycket "Extra large taste" omfattas också av varumärkesregistreringen. XL Cola blev registrerat varumärke 1986. 
År 2006 överläts varumärket till Carlsberg Sverige (Falcon ägs sedan 1996 av Carlsberg) som fortfarande äger det. Registreringen omfattar också ett figurativt märke, bokstäverna XL mot en randig bakgrund med L:et genombrutet av ordet cola. Läsken finns inte längre i sortimentet. Carlsberg har för närvarande licensen för coladrycken Pepsi i Sverige.